# Рисперидон
Рисперидон (търговски названия Риспердал, Рисполепт, Рисполукс, Сперидан) е атипичен антипсихотик, използван за потискане на симптомите на шизофрения, шизоафективно разстройство и маниакални епизоди при биполярно разстройство. Рисперидонът се отличава със силно изразени странични ефекти върху метаболизма, като напълняване и отслабване на имунната система, както и с късна дискинезия и невролептичен малигнен синдром. Медикаментът е на пазара от 1994 година насам.

## Употреба
Рисперидон е показан за употреба при следните състояния:
- шизофрения;[3]
- шизоафективно разстройство;
- смесени или маниакални епизоди при биполярно разстройство;
- раздразнителност при деца и младежи с аутизъм[4]

Отвъд предназначението си се използва в малки дози при тежки невротични разстройства и резистентна към други медикаменти депресия, със или без психотични симптоми и при синдром на Турет.
Рисперидон е се произвежда в дози от 1, 2 и 4 милиграма, както и под формата на инжекция (Риспердал Конста). В САЩ и Канада се продава и под формата на блок за ядене.

## Фармакология
Рисперидон е атипичен антипсихотик с малко ектрапирамидални странични ефекти и висок серотонинов антагонизъм. Едно от забележителните му свойства е силното свързване с допаминовия рецептор D2 и серотониновите рецептори от групата 5-HT. Двата основни са 5-HT2C и 5-HT2A – първият е свързан с пълнеенето, а вторият – с настроенията и въображението, което предопределя силният антипсихотичен ефект на рисперидона.
Рисперидонът се изхвърля от организма сравнително бързо – в рамките на няколко часа. Активният му метаболит обаче се изхвърля от организма за много по-дълъг период от време, и е разработен в отделен медикамент, наречен палиперидон (с търговско название Инвега). И двата медикамента са дезактивиращи антагонисти на 5-HT7 рецепторите, образувайки здрава връзка с тях и оставяйки въпросните рецептори неактивни дори при наличието на стимулиране. Това дезактивиране е непреодолимо от организма, освен ако не се приложи друг дезактивиращ антагонист (клозапин, ципрохептадин, оланзапин), който да дисоциира рисперидона от рецептора и да го направи отново активен.
Пълен списък с рецептори, които рисперидонът засяга:
- 5-HT1A серотонинови рецептори (Ki = 420nM)[6]
- 5-HT1D серотонинови рецептори (Ki = 100nM)[7]
- 5-HT2A серотонинови рецептори (Ki = 0.16nM)[6]
- 5-HT2C рецеоптори(Ki = 26nM)[7]
- 5-HT7 рецептори (необратим антагонизъм)[8]
- D1 допаминергични рецептори (Ki = 536 nM)[6]
- D2 допаминергични рецептори (Ki = 3.13 nM)
- α1 адренергични рецептори (Ki = 0.8 nM)
- α2 адренергични рецептори (Ki = 7.54 nM)
- H1 хистаминови рецептори (Ki = 2.23 nM)

## Странични ефекти
Макар и с ниска инцидентност на екстрапирамидални смущения, рисперидонът се отличава с много и забележими странични ефекти, особено върху метаболизма. Почти всички пациенти отбелязват напълняване. Други често срещани странични ефекти са акатизия, седация, дисфория, безсъние, сексуална дисфункция, ниско или високо кръвно налягане, болки или стягане на мускулите, тремор (треперене), слюноотделяне, запек. Странични ефекти върху психиката могат да бъдат силно понижена когнитивна способност (понякога перманентно), слаба памет, неспособност за концентрация, приповдигнато настроение, анхедония. При по-големи дози се наблюдават и ефекти върху кожата – свръхпигментация, косопад, себорея.
По-рядко се срещат хиперпролактинемия, придружена с галакторея (отделяне на мляко) и гинекомастия (образуване на мъжки гърди), както и остеопороза. Невролептичен малигнен синдром и късна дискинезия могат да се получат при продължителна употреба на рисперидон.
Известен е поне един смъртен случай вследствие на предозиране с рисперидон при 28-годишен мъж, починал от инфаркт. Пациентите с деменция и Алцхаймер са в риск от смърт при прием на рисперидон или други антипсихотици.